# Виноградов, Андрей Юрьевич
Андре́й Ю́рьевич Виногра́дов (род. 21 февраля 1976, Москва, СССР) — российский историк-византинист, археолог и переводчик, специалист по византийской эпиграфике, агиографии. Кандидат исторических наук, доктор филологических наук, профессор. Один из авторов «Православной энциклопедии».
Профессор кафедры социальной истории факультета истории НИУ ВШЭ. Старший научный сотрудник Научно-учебной лаборатории медиевистических исследований НИУ ВШЭ.
Участник ряда археологических экспедиций. Автор ряда научных публикаций, в том числе трех монографий. Член Association pour l’étude de la littérature apocryphe chrétienne (AELAC). Член Ассоциации искусствоведов. Член редакционной коллегии научно-богословского альманаха «Богословские труды».
Преподаёт «Введение в христианскую археологию» в МГУ и «Практическую греческую палеографию» в РГГУ. Владеет немецким, английским, французским, итальянским, древнееврейским и новогреческим языками.

## Биография
Родился 21 февраля 1976 года в семье известного эпиграфиста и антиковеда, доктора исторических наук, профессора МГУ им. М. В. Ломоносова, члена-корреспондента Германского археологического института Ю. Г. Виноградова и доктора исторических наук, старшего научного сотрудника Института востоковедения АН СССР, члена-корреспондента Германского археологического института Н. М. Виноградовой. Интерес к истории возник в раннем детстве во время участия археологических раскопках в Херсонесе Таврическом и Евпатории.
В 1993 году блестяще победил в первом сезоне гуманитарной олимпиады «Умники и умницы», но отказался от приза — зачисления в МГИМО на любой факультет по желанию, сделав выбор в пользу карьеры историка.
В 1996—1999 годах преподавал древнееврейский язык в ПСТБИ.
В 1998 году окончил исторический факультет МГУ по кафедре истории Древнего мира.
В 1998—2001 годах учился в аспирантуре Института всеобщей истории РАН, в 1999—2000 — также в аспирантуре Трирского университета.
В 2001 году в ИВИ РАН под научным руководством известного византиниста доктора исторических наук, профессора И. С. Чичурова защитил диссертацию на соискание учёной степени кандидата исторических наук по теме «Греческие Жития ап. Андрея: проблемы источников и издание» (специальность 07.00.09 «Историография, источниковедение и методы исторического исследования»).
С 2001 года — научный сотрудник, с 2006 года и по настоящее время — старший научный сотрудник Центра восточнохристианской истории и культуры ИВИ РАН.
В 2001-2005 годах — преподаватель древнегреческого языка кафедры византинистики и неоэллинистики филологического факультета МГУ.
С 2003 года — один из руководителей археологической экспедиции на пещерных городищах Тепе-Кермен и Бакла (Крым)
С 2004 года — преподаватель, с 2006 года и по настоящее время — доцент кафедр Истории Церкви и канонического права и Литургического богословия ПСТГУ.
В 2020 году в НИУ ВШЭ защитил диссертацию на соискание учёной степени доктора филологических наук по теме «Греческая письменность на северной периферии византийского мира и ее функционирование в иноязычной среде» (специальность 10.02.14 — «Классическая филология, византийская и новогреческая филология»).

## Научная деятельность
А. Ю. Виноградов занимается изучением присутствия Византии на территории Северного Причерноморья и Восточного Кавказа и её влиянием на Русь. Совместно с Н. Е. Гайдуковым и М. С. Желтовым выработал архитектурно-литургические типологии пещерных храмов Крыма. Совместно с Д. В. Белецким исследовал фрески Сентинского храма (Республика Карачаево-Черкесия), впервые установив их датировку и хронологию, также изучил зодческой христианской Алании.
Другими областями исследований А. Ю. Виноградова являются агиография и иконография святых наряду с идеологическими задачами византийского искусства. Им изучены традиции апостола Андрея, свв. Николая, Параскевы и многих других. Также проводятся исследования ранней истории церкви Святых Апостолов в Константинополе.
Третьей область научных изысканий учёного являются поиски письменных свидетельств об иконах и мощах святых в Византии. Им были опубликованы материалы о Спасе Нерукотворном и реликвиях многочисленных святых. Также ведётся работа с надписями и рукописями. Особенное внимание уделяется созданию корпуса византийских надписей Северного Причерноморья, а также каталога греческих агиографических рукописей на постсоветском пространстве.

## Научные труды
- Деяния апостола Андрея / Предисловие, перевод и комментарий А. Ю. Виноградова. — М., 2004. (Scrinium Philocalicum)
- Греческие предания о св. апостоле Андрее. Том 1: Жития / Издание подг. А. Ю. Виноградовым. — СПб., 2005. (Библиотека «Христианского Востока»
- Святитель Спиридон Тримифунтский, Кипрский чудотворец. Агиографические источники IV—X столетий / Сост., пред., пер. и комм. А. Ю. Виноградова. — СПб., 2008.
- «Миновала уже зима языческого безумия…» Церковь и церкви Херсона в IV веке по данным литературных источников и эпиграфики. — М.: Университет Дмитрия Пожарского, 2010.
- Нижний Архыз и Сенты — древнейшие храмы России. Проблемы христианского искусства Алании и Северо-Западного Кавказа. — М.: Индрик, 2011. (соавторы: Белецкий Д. В.)
- Храм Святой Софии Константинопольской в свете византийских источников. — СПб.: Пушкинский Дом, 2018. (соавторы: Захарова А. В., Черноглазов Д. А.)
- Князь и митрополит. Первый кризис Русской церкви (1049—1058). — М.: Новое литературное обозрение, 2025. — 264 с. (Серия Historia Rossica). — ISBN 978-5-4448-2662-1.

на русском языке
- Апостол Андрей и Чёрное море: Проблемы источниковедения // Древнейшие государства Восточной Европы. 1996—1997. — М., 1999. — С. 348—367.
- Великомученица Параскева Иконийская и её «несохранившиеся» греческие акты // Кафедра византийской и новогреческой филологии. — М., 2000. Вып. 1. — С. 76-80.
- Надписи княжества Феодоро в фондах Херсонесского Музея // Причерноморье в Средние века / Под ред. С. П. Карпова. — СПб., 2000. Вып. 4. — С. 444—446.
- Рука ап. Андрея // Христианские реликвии в Московском Кремле: Каталог выставки. М., 2000. — С. 161—163.
- К датировке надписи Юстиниана с Мангупа // Херсонесский сборник. Севастополь, 2001. Т. 11. [AHAXAPCIC: Памяти Ю. Г. Виноградова]. — С. 70-71.
- Греческие надписи Сугдеи // Сугдейский сборник. Киев; Судак, 2004. — С. 13-35. (соавтор: Джанов А. В.)
- Свод греческих надписей Эски-Кермена и его ближайшей округи / Мат. подг. А. Ю. Виноградовым // Харитонов С. В. Древний город Эски-Кермен: Археология, история, гипотезы. СПб., 2004. — С. 123—130.
- Тропа над пропастью: Пещерный монастырь на северном обрыве городища Тепе-Кермен // Сугдейский сборник. Киев; Судак, 2004. — С. 13-35. (соавтор: Гайдуков Н. Е.)
- Фресковые и эпиграфические находки в Сентинском храме // Российская археология. — М., 2004. — № 3. — С. 175—176. (соавтор: Белецкий Д. В.)
- Чудо об Артемиде святителя Николая в свете археологии // «Правило веры и образ кротости…»: Образ свт. Николая, архиепископа Мирликийского, в византийской и славянской агиографии, гимнографии и иконографии. — М., 2004. — С. 126—134. (соавтор: Деопик Д. В.)
- Христианские древности «пещерных городов» Крыма // Археологічні відкриття в Україні 2002—2003 рр. — Київ, 2004. — С. 367—371. (соавторы: Юрочкин В. Ю., Гайдуков Н. Е., Неневоля И. И., Пичка В. Н., Уженцев В. Б.)
- Апостольские списки — «забытая» страница христианской литературы // Богословские труды. — М., 2005. Сб. 40. — С. 128—147.
- Пещерные храмы Таврики: К проблеме типологии и хронологии // Российская археология.— М., 2005. — № 1. — С. 72-80. (соавторы: Гайдуков Н. Е., Желтов М. С.)
- Три крещальных гимна с алфавитным акростихом // Вестник древней истории. — М., 2005.— № 3. — С. 97-114.
- Херсонесский храм св. Петра и его эпиграфические памятники // Херсонесский сборник. Севастополь, 2005. — Т. 14. — С. 91-93.
- Фрески Сентинского храма и проблемы истории аланского христианства в X в. // Российская археология. М., 2005. — № 1. — С. 130—142. (соавтор: Белецкий Д. В.)
- Две «хазарские» надписи из Юго-Западного Крыма // Российская археология. — М., 2005. — № 3. — С. 128—132. (соавторы: Комар А. В.)
- Неизданное слово блж. Симеона Метафраста на преставление св. Иоанна Богослова по рукописи Monac. Gr. 226, XIII в. // Вестник ПСТГУ, I: Богословие. Философия. М., 2005. Вып. I: 14. [Труды кафедры Литургического богословия]. — С. 137—146.
- Фунская надпись 1459 г. // Античная древность и средние века. Екатеринбург, 2005. — Сб. 36.— С. 273—281. (соавтор: Мыц В. Л.)
- Новое греческое надгробие из Киево-Печерской лавры // Вопросы эпиграфики. — М., 2006. — Т. 1. — С. 216—219. (соавтор: Балакин С. А.)
- Император и апостолы: храм и мавзолей // Поблекшее сияние власти / Отв. ред. М. А. Бойцов. — М., 2006. — С. 15-26.
- Очерк истории аланского христианства в X—XII вв. // KANISKION. Юбилейный сборник в честь 60-летия профессора Игоря Сергеевича Чичурова. — М., 2006. — С. 102—155.
- Источники, используемые свт. Григорием Паламой // Свт. Григорий Палама. Слово на житие прп. Петра Афонского. Святая гора Афон, 2007. (Smaragdos philocalias; s. n.). — С. 135—148.
- Предания об апостольской проповеди на восточном берегу Чёрного моря // Богословские труды. —М., 2007. Сб. 41. — С. 260—271.
- Чудо от иконы апостола Андрея в Константинополе // Вестник ПСТГУ, I: Богословие. Философия. М., 2007. Вып. I: 17. — С. 97-101.
- Первый эпиграфист, «год от Адама» и воспорский Апостолейон. История феодосийской колонны // Образ Византии. Сборник статей в честь О. С. Поповой. М., 2008. — С. 67-72.
- К вопросу о датировке росписей пещерных храмов «Успения» и «Донаторов» в Крыму // Вопросы эпиграфики. — М., 2008. Вып. 2. — С. 124—133. (соавтор: Луковникова Е. А.)
- «Деяния Андрея и Матфия»: композиция текста и богословие апокрифа // Богословские труды. М., 2009. Сб. 42. — С. 199—234.
- Загородный крестообразный храм в Херсонесе и его надписи // Вопросы эпиграфики. — М., 2009. — Вып. 3. — С. 226—249.
- Надпись из Табана-Дере: пятьсот лет спустя // Античная древность и средние века. Екатеринбург, 2009. Т. 39. — С. 262—271.
- Средний Зеленчукский храм и его архитектура // Архитектурное наследство. 2009. Т. 50. — С. 17-35. (соавтор: Виноградов А. Ю.)
- Император и апостолы: храм и мавзолей// Власть и образ. Очерки потестарной имагологии / Отв. ред. М. А. Бойцов, Ф. Б. Успенский. М., 2010. — С. 110—124.
- Суд Домициана. Acta Iohannis Romae и Vita Apollonii Tyanensis // Классика… И не только: Нине Владимировне Брагинской / Под ред. И. С. Смирнова; сост. Н. П. Гринцер, Е. П. Шумилова (Orientalia et Classica: Труды Института восточных культур и античности. Вып. 33). М., 2010. — С. 462—469.
- Христианская архитектура Алании. Типология, география, хронология // Архитектура Византии и Древней Руси IX—XII вв. (Труды Государственного Эрмитажа, LIII). СПб., 2010. — С. 196—213. (соавтор: Белецкий Д. В.)
- Четыре стороны сота // Gaudeamus igitur. Сборник статей к 60-летию А. В. Подосинова. — М., 2010. — С. 71-88. (соавторы: Брагинская Н. В., Шмаина-Великанова А. И.)
- Был ли крест на медовом соте? // Arbor mundi (Мировое древо), 2010. — Вып. 17. — С. 132—178. (соавторы: Брагинская Н. В., Шмаина-Великанова А. И.)
- Строительная надпись хагана и тудуна из Горного Крыма. Republicatio et reconsideratio // Хазары: миф и история. — М. Иер.: Мосты культуры / Gesharim, 2010. — С. 90-109. (соавтор: Комар А. В.)
- Эпиграфика. Надписи с Анакопийской горы  // Искусство Абхазского царства VIII—XI веков. Христианские памятники Анакопийской крепости. — СПб.: Издательство РХГА, 2011. — С. 209—224.
- Храмовая архитектура Анакопийской крепости // Искусство Абхазского царства VIII—XI веков. Христианские памятники Анакопийской крепости. — СПб.: Издательство РХГА, 2011. — С. 17-86. (соавтор: Белецкий Д. В.)
- Строительные надписи византийского Крыма. Addenda et corrigenda // Вопросы эпиграфики. — 2011. — № 4. — С. 217—253.
- Святой Николай: между агиографией и археологией // Добрый кормчий. Почитание святителя Николая в христианском мире. — М.: Скиния, 2011. — С. 36-51.
- Греческая житийная традиция святителя Николая. Проблемы и перспективы // Добрый кормчий. Почитание святителя Николая в христианском мире. — М.: Скиния, 2011. — С. 96-104.
- Христианское искусство IV — сер. IX в. // История Древней Церкви . Ч. 1: 33-843 гг. — М.: Православный Свято-Тихоновский гуманитарный университет, 2012. № II.3.ж. — С. 371—406. (соавтор: Виноградова Е. А.)
- Существует ли «Исихастское утешение» Каллиста Ангеликуда? Предварительные замечания о рукописной традиции текста // Богословские труды. — 2012. — № 43-44. — С. 367—380.
- Рецензия на: Иванова К. Bibliotheca Hagiographica Balcano-Slavica. София: Академично издателство «Проф. Марин Дринов», 2008 // Богословские труды. — 2012. — № 43-44. — С. 622—624.
- Поздняя античная христианская надпись Фанагории // Вестник древней истории. 2012. — № 3. — С. 51-57. (соавтор: Чхаидзе В. Н.)
- Особенности борисоглебских торжеств в свете византийской традиции // Slověne = Словѣне. International Journal of Slavic Studies. — 2012. — Т. 1. — № 2. — С. 117—134.
- Наблюдения над палеографией византийских надписей Северного Причерноморья // Вестник древней истории. — 2012. — № 1. — С. 182—195.
- Заметки о византийском прототипе древнерусских Софийских соборов // Первые каменные храмы Древней Руси. Вып. 65. — СПб.: Издательство Государственного Эрмитажа, 2012. — С. 225—231.
- Загадка Санагире, или «Касторья в Кахетии» // Искусство Древней Руси и стран византийского мира. Вып. 2: Материалы II научной конференции, посвященной 75-летию со дня рождения Валентина Александровича Булкина 3-4 декабря 2012 года. — СПб.: Ритм, 2012. — С. 16-20. (соавтор: Белецкий Д. В.)
- Еще раз о нескольких надписях-граффити Софии Киевской: Разбор чтений В. В. Корниенко и Н. Н. Никитенко // Первые каменные храмы Древней Руси. Вып. 65. — СПб.: Издательство Государственного Эрмитажа, 2012. — С. 326—329. (соавтор: Михеев С. М.)
- День освящения храма в традиции Восточной Церкви (IV—XIII вв.): стратегии выбора // Средние века. — 2012. — Т. 73. — № 1-2. — С. 154—177.
- Бамборский храм и проблема «купольного зала» в Византии и на Кавказе // Российская археология. — 2012. — № 3. — С. 97-108. (соавтор: Белецкий Д. В.)
- Херсонес-Херсон: две истории одного города. Имена, места и даты в исторической памяти полиса // Вестник древней истории. — 2013. — № 1. — С. 40-58.
- Св. София Киевская в контексте византийской архитектуры 2 четв. XI в. // Храм і люди. Збірка статей до 90-річчя з дня народження С. О. Висоцького. — К.: Agrar Media Group, 2013. — С. 66-80.
- «Чудо св. Климента» в контексте херсонской традиции. Литературное оформление локальных торжеств // Климентовский сборник. — Севастополь: Телескоп, 2013. — С. 90-117. (соавтор: Каштанов Д. В.)
- Готские граффити из Мангупской базилики // Средние века. 2015. Т. 76. — № 3-4. — С. 57-75. (соавтор: Коробов М. И.)
- «Эринии и вакханки». Кто стоял у истоков новой болгарской общности в 1185—1186 гг.? // Slovĕne. 2018. — Т. 7. — № 1. — С. 41-54 (соавтор: Добычина А. С.)
- Два критических отклика на публикацию готских граффити с Мангупа // Средние века. 2018. — Т. 79. — № 1. — С. 176—188. (соавтор: Коробов М. И.)
- «Первая ересь на Руси»: русские споры 1160-х годов об отмене поста в праздничные дни // Древняя Русь. Вопросы медиевистики. 2018. — № 3 (73). — С. 118—139. (соавтор: свящ. М. С. Желтов)
- An 11th Century Georgian Seal of St George Monastery in Ainakhvi // Mravaltavi Грузия. 2019. Vol. 26. P. 271—278. (соавторы: Chkhaidze V., Gugushvili S.)
- The early Christian history of the Black Sea Goths in the light of new Gothic inscriptions from Crimea // Byzantion: Revue Internationale des Etudes Byzantines. 2019. Vol. 89. — P. 497—512. (соавтор: Korobov M.)
- The seal of Konstantinos, the son of the protoproedros and exousiokrator of all Alania (about 1065—1075) // In Honorem 6. ΑΝΤΙΧΑΡΙΣΜΑΤΟΣ ΕΠΙΣΦΡΑΓΙΣΙΣ. A tribute to Prof. Ivan Jordanov’s 70th anniversary. Шумен: , 2019. — P. 182—193. (соавтор: Chkhaidze V.)
- Toponymica Pontica. I. Каламита // ΧΕΡΣΩΝΟΣ ΘΕΜΑΤΑ: ИМПЕРИЯ И ПОЛИС // XI Международный Византийский Семинар (Севастополь — Балаклава 3-7 июня 2019 г.). Материалы научной конференции. Симф. : [б.и.], 2019. — С. 75-78.
- Византия — противник или сторонник объединения Грузии? //Византийское содружество: традиции и смена парадигм. тезисы докладов XXII-й всероссийской сессии византинистов РФ. Екатеринбург, 24-28 сентября 2019 г. Екатеринбург : Издательство Уральского университета, 2019. — С. 37-39. (соавтор: Косоуров Д. А.)
- Город как фактор? Модели генезиса епископских центров на северной периферии Византийского мира //Восточная Европа в древности и средневековье. Ранние этапы урбанизации. XXXI Чтения памяти члена-корреспондента АН СССР Владимира Терентьевича Пашуто Москва, 17-19 апреля 2019 г. Материалы конференции. [б.и.], 2019. — С. 51-54.
- Жизнь и смерть Феодорца Владимирского: право или расправа? // Электронный научно-образовательный журнал «История». 2019. — Т. 10. — № 10 (84). (соавтор: свящ. М. С. Желтов)
- Кто объединил Грузию? Давид Куропалат, Абхазское царство и Византийская империя // Античная древность и средние века. 2019. № 47. — С. 29-49. (соавтор: Косоуров Д. А.)
- НОВООТКРЫТЫЕ ГРЕЧЕСКИЕ ХРИСТИАНСКИЕ НАДПИСИ ИЗ СЕВЕРНОГО ПРИЧЕРНОМОРЬЯ И ВОПРОС О СТАТУСЕ ПЕЩЕРНЫХ ОБИТЕЛЕЙ В ГОРНОМ КРЫМУ //МИРЫ ВИЗАНТИИ // ΧΕΡΣΩΝΟΣ ΘΕΜΑΤΑ. Выпуск 2. Сборник научных трудов. Симф. : [б.и.], 2019. — С. 331—356.
- О «текучести» средневизантийской строительной артели (на примере императорских заказов 1040-х годов) // Актуальные проблемы теории и истории искусства. 2019. № 9. — С. 275—285.
- О хронологии русских митрополитов XI в. (по поводу новой гипотезы А. П. Толочко) // Slovĕne. 2019. Т. 8. № 1. — С. 477—485.
- Параллельные «Средневековья»: Византия, Кавказ (и Древняя Русь) // Vox Medii Aevi. 2019. Т. 2(5). — С. 179—191.
- Порядок вступления иерархов на кафедру в домонгольской Руси и вопросы хронологии первых митрополитов Киевских // Богословские труды. 2019. № 49. — С. 155—169. (соавтор: Желтов М. С.)
- Происхождение и эволюция «купольного зала» //Византия в контексте мировой культуры. Материалы конференции, посвященной памяти А. В. Банк 1906—1984 (Труды Государственного Эрмитажа. Т. 99). СПб. : Издательство Государственного Эрмитажа, 2019. — С. 48-73.
- Рецензия на: Хрушкова Л. Г. Восточное Причерноморье в византийскую эпоху. История. Архитектура. Археология. Калининград-Москва: ИД «РОС-ДОАФК», 2018. 480 с. (Труды исторического факультета МГУ; 137. Серия II. Исторические исследования; 80). // Богословские труды. 2019. № 49. — С. 359—370. (соавторы: Ендольцева Е. Ю., Белецкий Д. В.)
- Церковная политика Константинопольской патриархии при Мануиле I Комнине и кризис Русской митрополии в 1156—1169 гг. // Электронный научно-образовательный журнал «История». 2019. — Т. 10. — № 9 (83). — С. 1-18. (соавтор: свящ. М. С. Желтов)
- Эпиграфические свидетельства введения эры «от сотворения мира» // Звучат лишь письмена. К юбилею А. А. Медынцевой. М. : Институт археологии Российской академии наук, 2019. — С. 89-100. (соавтор: Кузенков П. В.)
- A new complex of Greek inscriptions from Machkhomeri fortress in Lazica // Zeitschrift fur Papyrologie und Epigraphik. 2020. — Vol. 214. — P. 169—178. (соавторы: Chitaia G., Papuashvili R.,)
- Christian Identity of the Crimean Goths // Amsterdamer Beiträge zur älteren Germanistik / Ed. by A. Vinogradov, M. Korobov. Vol. 80. Issue 1-2. Leiden : Koninklijke Brill NV, 2020. — С. 170—192 (соавтор: Korobov M.)
- Preface, in: Amsterdamer Beiträge zur älteren Germanistik / Ed. by A. Vinogradov, M. Korobov. Vol. 80. Issue 1-2. Leiden : Koninklijke Brill NV, 2020 Ch. 1. P. 1-3 (соавтор: Korobov M.)
- Toponymica Pontica. Анакопия // Homo omnium horarum: Сборник статей в честь 70-летия А. В. Подосинова. — М. : Университет Дмитрия Пожарского, 2020. — С. 141—155.
- Виноградов А. Ю., Чхаидзе В. Н. «Письмо узрев, узнаешь звание и род»: к прочтению метрической легенды одной византийской печати // Нумизматические чтения Государственного исторического музея 2020 года. Памяти В. А. Дурова. — М. : [б.и.], 2020. — С. 56-58.
- АРХИТЕКТУРА НА СТЫКЕ КУЛЬТУР: ХРАМОВЫЙ КОМПЛЕКС ВАРЗАХАНА БЛИЗ БАЙБУРТА В СВЕТЕ НОВЫХ НАХОДОК // Античная древность и средние века. 2020. — № 48. — С. 368—407
- Апокрифические «Деяния Иоанна». Часть I. Проблемы текстологии // Библия и христианская древность. 2020. — № 1 (5). — С. 63-94
- Апокрифические «Деяния Иоанна». Часть II. Богословие текста // Библия и христианская древность. 2020. — № 2 (6). — С. 34-65
- Апсидиола и полукруглая ниша как стилистические маркеры в средневизантийской архитектуре // Византийский временник. 2020. Т. 104. — С. 216—242.
- Афонский храм или арабский дворец? Крестово-купольный триконх и новая архитектурная идентичность империи // Византий и Византия: провинциализм столицы и столичность провинции / Под общ. ред.: А. Ю. Виноградов,. — С. А. Иванов. СПб. : Алетейя, 2020. Гл. 5. — С. 91-126.
- Вопросы строительной истории Спасо-Преображенского собора в Переславле-Залесском в свете новых открытий // Архитектурная археология Вып. 2. — М. : Институт археологии Российской академии наук, 2020. Гл. 6. — С. 65-79 (соавторы: Ёлшин Д. Д., Свойский Ю. М.)
- Надпись на плинфе из Гродно (Пс 45: 6) в контексте византийско-русских эпиграфических связей // Slovĕne. 2020. Т. 9. — № 1. — С. 412—422 (соаторы: Гиппиус А. А., Кизюкевич Н. А.)
- Неизвестный крестово-купольный храм X века в Хосте (Краснодарский край) // Архитектурное наследство. 2020. Т. 72. — С. 13-20.
- О времени создания Ростовской епископии // История и культура Ростовской земли. 2019. Ростов : [б.и.], 2020. — С. 23-32.
- Освящения храмов в письменной традиции Византии и Руси (сер. IX — первая половина XIII в.) // Восточная Европа в древности и средневековье. Чтения памяти члена-корреспондента АН СССР Владимира Терентьевича Пашуто. Выпуск XXXII. Сравнительные исследования социокультурных практик. — М. : [б.и.], 2020. — С. 45-50.
- РАННЕСРЕДНЕВЕКОВАЯ АМФОРА С ДРЕВНЕЕВРЕЙСКОЙ НАДПИСЬЮ НА СВИНЦОВОЙ ПЛОМБЕ ИЗ ФАНАГОРИИ. ПРИЛОЖЕНИЕ. ИНТЕРПРЕТАЦИЯ ГРАФФИТО НА АМФОРЕ ИЗ ФАНАГОРИИ // Российская археология. 2020. — № 3. — С. 168—172 (соавтор: Голофаст Л. А.)
- Святая София переживет и это безвременье // Журнал Московской Патриархии. 2020. — № 6. — С. 24-29.
- Туркелы — тюркская семья на византийской службе // Вестник Волгоградского государственного университета. Серия 4: История. Регионоведение. Международные отношения. 2020. Т. 25. — № 6. — С. 150—159 (соавторы: Чхаидзе В. Н., Каштанов Д. В.)
- Феодор Гавра и его печати // Античная древность и средние века. 2020. — Т. 48. — С. 254—269 (соавторы: Чхаидзе В. Н.)
- Херсонес — Херсон, Пантикапей — Воспор: вопрос идентичности или общеимперский процесс? // Вестник древней истории. 2020. — Т. 80. — № 4. — С. 995—1006.
- Апостольский авторитет, власть над телом и Рим как арбитр: спор о бане на востоке и западе Европы // Анатомия власти: государи и подданные в Европе в Средние века и Новое время / Сост.: О. И. Тогоева, О. — С. Воскобойников. — М. : Издательский дом НИУ ВШЭ, 2021. — С. 281—296
- Богородица-Заступница и заказчик: визуализация идеи небесного покровительства (Византия, Русь, Кавказ) // Новое литературное обозрение. 2021. — № 2
- Столичные мастера в Юго-Западной Анатолии начала X века (Маставра и Исламкёй)? // Искусство византийского мира. Индивидуальность в художественном творчестве. Сборник статей в честь Ольги Сигизмундовны Поповой. — М. : Государственный институт искусствознания, 2021. — С. 40-49.

на других языках
- Griechische Palimpseste in den Russischen Sammlungen // Rinascimento virtuale — Digitale Palimpsestforschung: Perspektiven in den Beitrittslandern. — Bratislava, 2002. — S. 113—120. (соавторы: Phonkic B., Gerd L.,)
- Die zweite Rezension der Actorum Andreae et Matthiae apud anthropophagos [BHG 110b] // Христианский Восток. — СПб., 2002. — Т. 3 (IX). — С. 11-105.
- Von der antiken zur christlichen Koine: typische und untypische Inschriften des nördlichen Schwarzmeerraums // Une koiné pontique / par A. Bresson, A. Ivanchik et J.-L. Ferrary. — Bordeaux, 2007. — P. 255—267.
- Le début authentique du Martyre de Matthieu? Remarques sur le codex Froehner et les Actes d’André et de Matthias // Apocrypha. 2008. Vol. 19. — P. 203—216.
- Des apôtres chez les anthropophages : les Actes d’André et de Matthias // Religions et Histoire. — 2009. — № 27. — P. 34-35.
- Byzantinische Inschriften des noerdlichen Schwarzmeerraums //Proceedings of the 22nd International congress of Byzantine studies/ Sofia, 22-27 august 2011. София: [б.и.], 2011. P. 60-60.
- André: du prédicateur encratite à l’apôtre byzantin // Apocrypha. — 2011. — Vol. 22. — P. 105—114.
- A hidden feast cycle inside of a Christian apocrypha / Working papers by Издательский дом НИУ ВШЭ. Series WP «Working Papers of Humanities». 2013. — No. WP BRP 31/HUM/2013.
- St. Parasceve of Iconium and her «lost» Greek Acts // Analecta Bollandiana. 2013. — Vol. 131. — No. 2. — P. 276—279.
- Gotische Graffito-Inschriften aus der Bergkrim // Zeitschrift fur Deutsches Altertum und Deutsche Literatur. 2016. — Vol. 145. — P. 141—157. (соавтор: Korobov M.)

- Аверкий // Православная энциклопедия. — М., 2000. — Т. I : А — Алексий Студит. — С. 127-128. — 40 000 экз. — ISBN 5-89572-006-4. (соавторы: Л. А. Беляев, А. Ю. Никифорова, О. Е. Этингоф)
- Авит, Киннанк, Артемон, Еремит, Алик, Капитон // Православная энциклопедия. — М., 2000. — Т. I : А — Алексий Студит. — С. 141. — 40 000 экз. — ISBN 5-89572-006-4.
- Авксивий, еп. Солийский // Православная энциклопедия. — М., 2000. — Т. I : А — Алексий Студит. — С. 147-148. — 40 000 экз. — ISBN 5-89572-006-4.
- Авкт, Таврион и Фессалоникия // Православная энциклопедия. — М., 2000. — Т. I : А — Алексий Студит. — С. 148. — 40 000 экз. — ISBN 5-89572-006-4.
- Авраам, еп. Кратейский // Православная энциклопедия. — М., 2000. — Т. I : А — Алексий Студит. — С. 156. — 40 000 экз. — ISBN 5-89572-006-4.
- Автоном // Православная энциклопедия. — М., 2000. — Т. I : А — Алексий Студит. — С. 202-203. — 40 000 экз. — ISBN 5-89572-006-4.
- Агапий // Православная энциклопедия. — М., 2000. — Т. I : А — Алексий Студит. — С. 220. — 40 000 экз. — ISBN 5-89572-006-4.
- Агапит, еп. Синадский // Православная энциклопедия. — М., 2000. — Т. I : А — Алексий Студит. — С. 224-225. — 40 000 экз. — ISBN 5-89572-006-4.
- Акакий Новый Апамейский // Православная энциклопедия. — М., 2000. — Т. I : А — Алексий Студит. — С. 366. — 40 000 экз. — ISBN 5-89572-006-4.
- Амастрида // Православная энциклопедия. — М., 2001. — Т. II : Алексий, человек Божий — Анфим Анхиальский. — С. 101. — 40 000 экз. — ISBN 5-89572-007-2.
- Антонина // Православная энциклопедия. — М., 2001. — Т. II : Алексий, человек Божий — Анфим Анхиальский. — С. 687. — 40 000 экз. — ISBN 5-89572-007-2.
- Анфим // Православная энциклопедия. — М., 2001. — Т. II : Алексий, человек Божий — Анфим Анхиальский. — С. 714. — 40 000 экз. — ISBN 5-89572-007-2.
- Андрей Первозванный // Православная энциклопедия. — М., 2001. — Т. II : Алексий, человек Божий — Анфим Анхиальский. — С. 370-376. — 40 000 экз. — ISBN 5-89572-007-2. (соавторы: Сургуладзе М., Анохина Т. А., Лосева О. В.)
- Андрея и Матфия деяния // Православная энциклопедия. — М., 2001. — Т. II : Алексий, человек Божий — Анфим Анхиальский. — С. 406-408. — 40 000 экз. — ISBN 5-89572-007-2.
- Андрея деяния // Православная энциклопедия. — М., 2001. — Т. II : Алексий, человек Божий — Анфим Анхиальский. — С. 405-406. — 40 000 экз. — ISBN 5-89572-007-2.
- Андрея и Филимона деяния // Православная энциклопедия. — М., 2001. — Т. II : Алексий, человек Божий — Анфим Анхиальский. — С. 408. — 40 000 экз. — ISBN 5-89572-007-2.
- Анна // Православная энциклопедия. — М., 2001. — Т. II : Алексий, человек Божий — Анфим Анхиальский. — С. 453. — 40 000 экз. — ISBN 5-89572-007-2.
- АННА ВИФИНСКАЯ // Православная энциклопедия. — М., 2001. — Т. II : Алексий, человек Божий — Анфим Анхиальский. — С. 457-458. — 40 000 экз. — ISBN 5-89572-007-2.
- Антиох // Православная энциклопедия. — М., 2001. — Т. II : Алексий, человек Божий — Анфим Анхиальский. — С. 499. — 40 000 экз. — ISBN 5-89572-007-2.
- Антоний // Православная энциклопедия. — М., 2001. — Т. II : Алексий, человек Божий — Анфим Анхиальский. — С. 610. — 40 000 экз. — ISBN 5-89572-007-2.
- Апокалиптика // Православная энциклопедия. — М., 2001. — Т. III : Анфимий — Афанасий. — С. 24-39. — 40 000 экз. — ISBN 5-89572-008-0. (часть статьи)
- Апостольские списки // Православная энциклопедия. — М., 2001. — Т. III : Анфимий — Афанасий. — С. 121-124. — 40 000 экз. — ISBN 5-89572-008-0.
- Барселонский папирус // Православная энциклопедия. — М., 2002. — Т. IV : Афанасий — Бессмертие. — С. 352-354. — 39 000 экз. — ISBN 5-89572-009-9. (соавтор: Желтов М. С.)
- Епифаний Монах // Православная энциклопедия. — М., 2008. — Т. XVIII : Египет древний — Эфес. — С. 582. — 39 000 экз. — ISBN 978-5-89572-032-5.
- Зихия // Православная энциклопедия. — М., 2009. — Т. XX : Зверин в честь Покрова Пресвятой Богородицы женский монастырь — Иверия. — С. 186-192. — 39 000 экз. — ISBN 978-5-89572-036-3.
- Иаков Алфеев // Православная энциклопедия. — М., 2009. — Т. XX : Зверин в честь Покрова Пресвятой Богородицы женский монастырь — Иверия. — С. 517-520. — 39 000 экз. — ISBN 978-5-89572-036-3. (часть статьи)
- Иаков Зеведеев // Православная энциклопедия. — М., 2009. — Т. XX : Зверин в честь Покрова Пресвятой Богородицы женский монастырь — Иверия. — С. 526-534. — 39 000 экз. — ISBN 978-5-89572-036-3. (часть статьи)
- Императорский минологий // Православная энциклопедия. — М., 2009. — Т. XXII : Икона — Иннокентий. — С. 408-411. — 39 000 экз. — ISBN 978-5-89572-040-0.
- Иоанн Богослов // Православная энциклопедия. — М., 2010. — Т. XXIII : Иннокентий — Иоанн Влах. — С. 679-731. — 39 000 экз. — ISBN 978-5-89572-042-4. (часть статьи)
- Иоанна деяния // Православная энциклопедия. — М., 2011. — Т. XXV : Иоанна деяния — Иосиф Шумлянский. — С. 8-11. — 39 000 экз. — ISBN 978-5-89572-046-2.
- Кабардино-Балкария // Православная энциклопедия. — М., 2012. — Т. XXIX : К — Каменац. — С. 19-36. — 39 000 экз. — ISBN 978-5-89572-025-7.
- Карачаево-Черкесия // Православная энциклопедия. — М., 2013. — Т. XXXI : Каракалла — Катехизация. — С. 29-43. — 33 000 экз. — ISBN 978-5-89572-031-8. (частично)
- Кипр // Православная энциклопедия. — М., 2013. — Т. XXXIII : Киево-Печерская лавра — Кипрская икона Божией Матери. — С. 580-630. — 33 000 экз. — ISBN 978-5-89572-037-0. (часть статьи)
- Климент Римский // Православная энциклопедия. — М., 2014. — Т. XXXV : Кириопасха — Клосс. — С. 413-462. — 33 000 экз. — ISBN 978-5-89572-041-7.
- Константинопольская православная церковь // Православная энциклопедия. — М., 2015. — Т. XXXVII : Константин — Корин. — С. 193-299. — 33 000 экз. — ISBN 978-5-89572-045-5. (некоторые разделы)
- Марина // Православная энциклопедия. — М., 2016. — Т. XLIII : Максим — Маркелл I. — С. 511-516. — 30 000 экз. — ISBN 978-5-89572-049-3. (раздел в соавторстве с Ю. Дресвиной)
- Марк // Православная энциклопедия. — М., 2016. — Т. XLIII : Максим — Маркелл I. — С. 607-653. — 30 000 экз. — ISBN 978-5-89572-049-3. (раздел: «Византийская агиографическая традиция»)
- Мартиниан // Православная энциклопедия. — М., 2016. — Т. XLIV : Маркелл II — Меркурий и Паисий. — С. 193-196. — 30 000 экз. — ISBN 978-5-89572-051-6. (часть статьи)
- Мартирий // Православная энциклопедия. — М., 2016. — Т. XLIV : Маркелл II — Меркурий и Паисий. — С. 198-200. — 30 000 экз. — ISBN 978-5-89572-051-6.
- Матфей // Православная энциклопедия. — М., 2016. — Т. XLIV : Маркелл II — Меркурий и Паисий. — С. 342-367. — 30 000 экз. — ISBN 978-5-89572-051-6. (часть статьи)
- Матфий // Православная энциклопедия. — М., 2016. — Т. XLIV : Маркелл II — Меркурий и Паисий. — С. 395-397. — 30 000 экз. — ISBN 978-5-89572-051-6.
- Николай, свт., Чудотворец // Православная энциклопедия. — М., 2018. — Т. L : Никодим — Никон, Патриарх Антиохийский. — С. 90-104. — 39 000 экз. — ISBN 978-5-89572-057-8.
- Николай, свт., еп. Пинарский // Православная энциклопедия. — М., 2018. — Т. L : Никодим — Никон, Патриарх Антиохийский. — С. 179-180. — 39 000 экз. — ISBN 978-5-89572-057-8.
- Олимп // Православная энциклопедия. — М., 2018. — Т. LII : Ной — Онуфрий. — С. 597-604. — 39 000 экз. — ISBN 978-5-8957-2059-2.

- Опыт новой редакции Жития святого великомученика и Победоносца Георгия: Библиографический комментарий // Журнал Московской Патриархии. — М., 1998. Вып. 4. — С. 61-64. (репринт: Виноградов А. Ю. Опыт нового изложения Жития и чудес святого великомученика и Победоносца Георгия: Библиографический комментарий //Бугаевский А. В., Владимир (Зорин), игум. Житие, страдания и чудеса святого великомученика и Победоносца Георгия и святой мученицы царицы Александры. М., 1998. С. 59-64).
- Житие преподобной Елизаветы Чудотворицы / Сост. Г. Харченко, пер. и комм. А. Ю. Виноградов. — М., 2002.
- Южноитальянское житие святителя Николая из Cod. Sin. Gr. 522 [BHG 1351 s] / Введ., публ., пер. и прим. А. Ю. Виноградова // «Правило веры и образ кротости…»: Образ свт. Николая, архиепископа Мирликийского, в византийской и славянской агиографии, гимнографии и иконографии. — М., 2004. — С. 92-110.
- Константина, во Христе Царе вечного императора ромеев, повесть, собранная из различных историй, о посланном Авгарю нерукотворном божественном образе Иисуса Христа Бога нашего, и как из Эдессы он был перенесен в сей счастливейший Константинополь, царь городов / Пер. с греч. и комм. А. Ю. Виноградова // Спас Нерукотворный в русской иконе / Авт.-сост. Л. М. Евсеева и др. — М., 2005. — С. 415—429.
- Реликвии в византийской агиографии / Сост., пер. и комм. А. Ю. Виноградова // Реликвии в Византии и Древней Руси. Письменные источники / Ред.-сост. А. М. Лидов. — М., 2006. — С. 11-42.
- Житие преподобного и богоносного отца нашего Петра Афонского / Пер. А. Ю. Виноградова // Свт. Григорий Палама. Слово на житие прп. Петра Афонского. Святая гора Афон, 2007. (Smaragdos philocalias; s. n.). — С. 149—176.

- Рецензия на книгу: Житие преподобного Отца нашего Феодора, архимандрита Сикеонского… М., 2005 // Патриархия.ru. 08.08.2005.
- Рецензия на книгу: Иванов С. А. Византийское миссионерство: Можно ли сделать из варвара христианина? М., 2003 // Патриархия.ru. 26.12.2005
- Виноградов А. Ю., Желтов М. С. Рецензия на книгу: Roca-Puig R. Anafora de Barcelona i altres pregaries: Missa del segle IV. Barcelona, 1994 // Христианский Восток. —СПб., 2002 [М., 2006]. Т. 4. — С. 565—586.
- Виноградов А. Ю. Рецензия на книгу: Два каталога византийских предметов Государственного Эрмитажа: взгляд эпиграфиста // Византийский временник. — М., 2009. — Т. 68. — С. 243—249.
- Два отечественных введения в агиографию // Богослов.ru, 24.06.2010.
- Два отечественных введения в агиографию (Никулина Е. Н. Агиология. Курс лекций. М.: Изд-во ПСТГУ, 2008; Лурье В. М. Введение в критическую агиографию. СПб.: Аксиома, 2009) (рецензия) // Богословские труды. 2012. — № 43-44. — С. 594—621.